# Улица Юсифа Мамедалиева
«Улица Юсифа Мамедалиева» (азерб. Yusif Məmmədəliyev küçəsi) — одна из центральных улиц города Баку. От Проспекта Нефтяников к Площади фонтанов.

## История
До 1920 года улица называлась Полицейской (или Старополицейской). В 1920 году улица была переименована в Кооперативную. А вскоре после смерти азербайджанского учёного-химика, президента АН АзССР Юсифа Мамедалиева, (1965) ей было присвоено его имя.
В годы существования Азербайджанской Демократической Республики на этой улице в доме № 11 располагалось дипломатическое представительство Польши.

## Застройка
| Архитектор       | Год постройки | Примечания                                      |
| ---------------- | ------------- | ----------------------------------------------- |
| А. С. Кандинов   | 1889          | Одноэтажная лавка и жилой флигель               |
| А. С. Кандинов   | 1890          | Одноэтажный жилой дом                           |
| А. А. Никитин    | 1914          | Четырёхэтажный жилой дом, № 19                  |
| Ф. А. Никулин    | 1913          | Четырёхэтажный жилой дом, № 2                   |
| И. К. Плошко     | 1912          | Дом братьев Рыльских, № 11                      |
| Е. Я. Скибинский | 1892          | Двухэтажный жилой дом, на углу Барятинской, № 8 |
| Е. Я. Скибинский | 1893          | Двухэтажный жилой дом                           |
| И. В. Эдель      | 1893          | Двухэтажный жилой дом, на углу Горчаковской     |
| И. В. Эдель      | 1896          | Двухэтажный жилой дом, № 20                     |